# یودیت ماگوش-هاواش
یودیت ماگوش-هاواش (انگلیسی: Judit Magos-Havas؛ زادهٔ ۱۹ فوریهٔ ۱۹۵۱) یک بازیکن تنیس روی میز اهل مجارستان است. 
وی در مسابقات کشوری و بین‌المللی در مجموع برنده ۶ مدال طلا، ۳ مدال نقره، ۲ مدال برنز شده‌است.